# Алігаторові
Алігаторові (Alligatoridae) — родина крокодилоподібних плазунів.
Життя і обмін речовин алігаторових проходять повільніше, ніж у споріднених їм справжніх крокодилів, через це і середня тривалість життя помітно більша, ніж у останніх. Представники підродини відрізняються від справжніх крокодилів будовою черепа, коротшою і ширшою мордою, наявністю четвертого збільшеного зуба на нижній щелепі та нетерпимістю до солоності води, адже алігатори віддають значну перевагу прісній воді, тоді як крокодили можуть терпіти морську воду завдяки спеціалізованим залозам для фільтрування солі. Взагалі, крокодили агресивніші до людини ніж алігатори.
Алігатори (Alligatorinae) живуть лише в США, Мексиці й Китаї. Каймани (Caimaninae) живуть у Центральній і Південній Америках.

## Класифікація
- Надродина Alligatoroidea
  - Родина Alligatoridae
    - Підродина Alligatorinae
      - Рід †Albertochampsa
      - Рід †Chrysochampsa
      - Рід †Hassiacosuchus
      - Рід †Navajosuchus
      - Рід †Ceratosuchus
      - Рід †Allognathosuchus
      - Рід †Hispanochampsa
      - Рід †Arambourgia
      - Рід †Procaimanoidea
      - Рід †Wannaganosuchus
      - Рід †Krabisuchus
      - Рід †Eoalligator
      - Рід Алігатор (Alligator)
        - †Alligator prenasalis
        - †Alligator mcgrewi
        - †Alligator olseni
        - Алігатор китайський, (Alligator sinensis )
        - †Alligator mefferdi
        - Алігатор міссісіпський, (Alligator mississippiensis)

    - Підродина Caimaninae
      - Рід †Necrosuchus
      - Рід †Eocaiman
      - Рід Гладколобий кайман Paleosuchus
        - Кайман Кюв'є, (Paleosuchus palpebrosus)
        - Кайман Шнайдера, (Paleosuchus trigonatus)

      - Рід †Пурусзавр (Purussaurus)
      - Рід †Mourasuchus
      - Рід †Orthogenysuchus
      - Рід Кайман (Caiman)
        - Якарський кайман, (Caiman yacare)
        - Крокодиловий кайман, (Caiman crocodilus )
        - †Caiman lutescans
        - †Caiman sorontans
        - Широконосий кайман, (Caiman latirostris )

      - Рід Melanosuchus
        - †Melanosuchus fisheri
        - Чорний кайман, (Melanosuchus niger)